# Los Angeles (contea di La Salle)
Los Angeles è una comunità non incorporata degli Stati Uniti d'America della contea di La Salle nello Stato del Texas.

## Geografia fisica
Los Angeles si trova sulla State Highway 97 tredici miglia a est di Cotulla, nel nord della contea di La Salle.